# Tir à l'arc aux Jeux paralympiques d'été de 2016
Navigation
Londres 2012 Tokyo 2020
Les épreuves de tir à l'arc des Jeux paralympiques d'été de 2016 à Rio de Janeiro ont lieu entre le 10 et le 17 septembre 2016 au Sambodrome Marquês-de-Sapucaí dans la zone Maracana de Rio de Janeiro, et se compose de neuf événements. Les épreuves ont considérablement changées depuis les Jeux olympiques de 2012, et se composent maintenant de trois épreuves hommes, trois épreuves femmes et trois épreuves équipes mixtes.

## Classification
Les archers reçoivent une classification en fonction du type et de l'ampleur de leur handicap. Le système de classification permet de rivaliser avec les autres archers avec le même niveau de handicap.
Les catégories ont été réduites de une pour 2016, avec la fusion des deux catégories fauteuils roulants et le remplacement de la catégorie debout (ST) par la catégorie Open. La catégorie W1 des arches en fauteuil roulant a été retenue.
Les catégories au tir à l'arc sont les suivantes :
- Open  - Athlètes en fauteuil roulant ou qui ont un trouble de l'équilibre et tirant debout ou en se reposant sur un tabouret. Les athlètes de la catégorie libre (Open) peuvent participer à six épreuves, deux en classique (recurve) ou arc à poulies (compound), en vertu des règles standards de l'épreuve ;
- W1 - Athlètes en fauteuil roulant handicapés des quatre membres. Les athlètes de la catégorie W1 peuvent tirer avec un arc classique ou avec un arc à poulies, modifié à partir des règles standard, à travers trois épreuves. Il n'existe pas de d'épreuves distinctes pour les deux disciplines, et dans la pratique, les épreuves W1 seront essentiellement composées d'arc à poulies car ils demandent moins de puissance à manier que l'arc classique[3].

Une troisième catégorie, V1, pour les archers malvoyants, ne fait pas partie des Jeux de 2016.

## Résultats

### Podiums

#### Hommes
| Épreuve               | Or                | Argent             | Bronze               |
| --------------------- | ----------------- | ------------------ | -------------------- |
| Libre - Arc à poulies | Andre Shelby      | Alberto Simonelli  | Jonathon Milne       |
| Libre - Arc classique | Gholamreza Rahimi | Hanreuchai Netsiri | Ebrahim Ranjbarkivaj |
| W1                    | John Walker       | David Drahoninsky  | Peter Kinik          |

#### Femmes
| Épreuve               | Or               | Argent      | Bronze           |
| --------------------- | ---------------- | ----------- | ---------------- |
| Libre - Arc à poulies | Zhou Jiamin      | Lin Yueshan | Kim Mi-soon      |
| Libre - Arc classique | Zahra Nemati     | Wu Chunyan  | Milena Olszewska |
| W1                    | Jessica Stretton | Jo Frith    | Vicky Jenkins    |

### Tableau des médailles
La Grande-Bretagne est en tête du tableau des médailles au tir à l'arc, principalement grâce à leur domination aux épreuves W1, remportant les trois médailles d'or disponibles, et en remportant les trois médailles dans l'épreuve individuelle W1 femmes. La Corée du Sud n'a pas réussi à être à la hauteur de leur succès olympique, et a quitté les Jeux avec seulement trois médailles.
| Rang  | Nation             | Or | Argent | Bronze | Total |
| ----- | ------------------ | -- | ------ | ------ | ----- |
| 1     | Grande-Bretagne    | 3  | 2      | 1      | 6     |
| 2     | Chine              | 3  | 2      | 0      | 5     |
| 3     | Iran               | 2  | 1      | 1      | 4     |
| 4     | États-Unis         | 1  | 0      | 0      | 1     |
| 5     | Corée du Sud       | 0  | 1      | 2      | 3     |
| 6     | Italie             | 0  | 1      | 1      | 2     |
| 6     | République tchèque | 0  | 1      | 1      | 2     |
| 8     | Thaïlande          | 0  | 1      | 0      | 1     |
| 9     | Australie          | 0  | 0      | 1      | 1     |
| 9     | Slovaquie          | 0  | 0      | 1      | 1     |
| Total | Total              | 9  | 9      | 9      | 27    |